# Stachyoppia muscicola
Stachyoppia muscicola är en kvalsterart som beskrevs av Balogh 1961. Stachyoppia muscicola ingår i släktet Stachyoppia och familjen Oppiidae. Inga underarter finns listade i Catalogue of Life.